# Mirod
Mirod (lat. Ammoides) je maleni biljni rod iz porodice štitarki. Postoje dvije vrste, obje u Sredozemlju; jedna je alžirski endem, a druga, majušni mirod, raste u europskom (uključujući Hrvatsku) i afričkom Sredozemlju.

## Vrste
1. Ammoides atlantica (Coss. & Durieu) H.Wolff
2. Ammoides pusilla (Brot.) Breistr.